# Puwere pureora
Genre
Espèce
Synonymes
- Forsteropsalis pureora Taylor, 2013

Puwere pureora, unique représentant du genre Puwere, est une espèce d'opilions eupnois de la famille des Neopilionidae.

## Distribution
Cette espèce est endémique de l'île du Nord en Nouvelle-Zélande.

## Habitat
On les trouve dans la forêt primaire, souvent posés  sur la végétation ou les berges des cours d'eau.

## Description
Le mâle holotype mesure 3,73 mm.

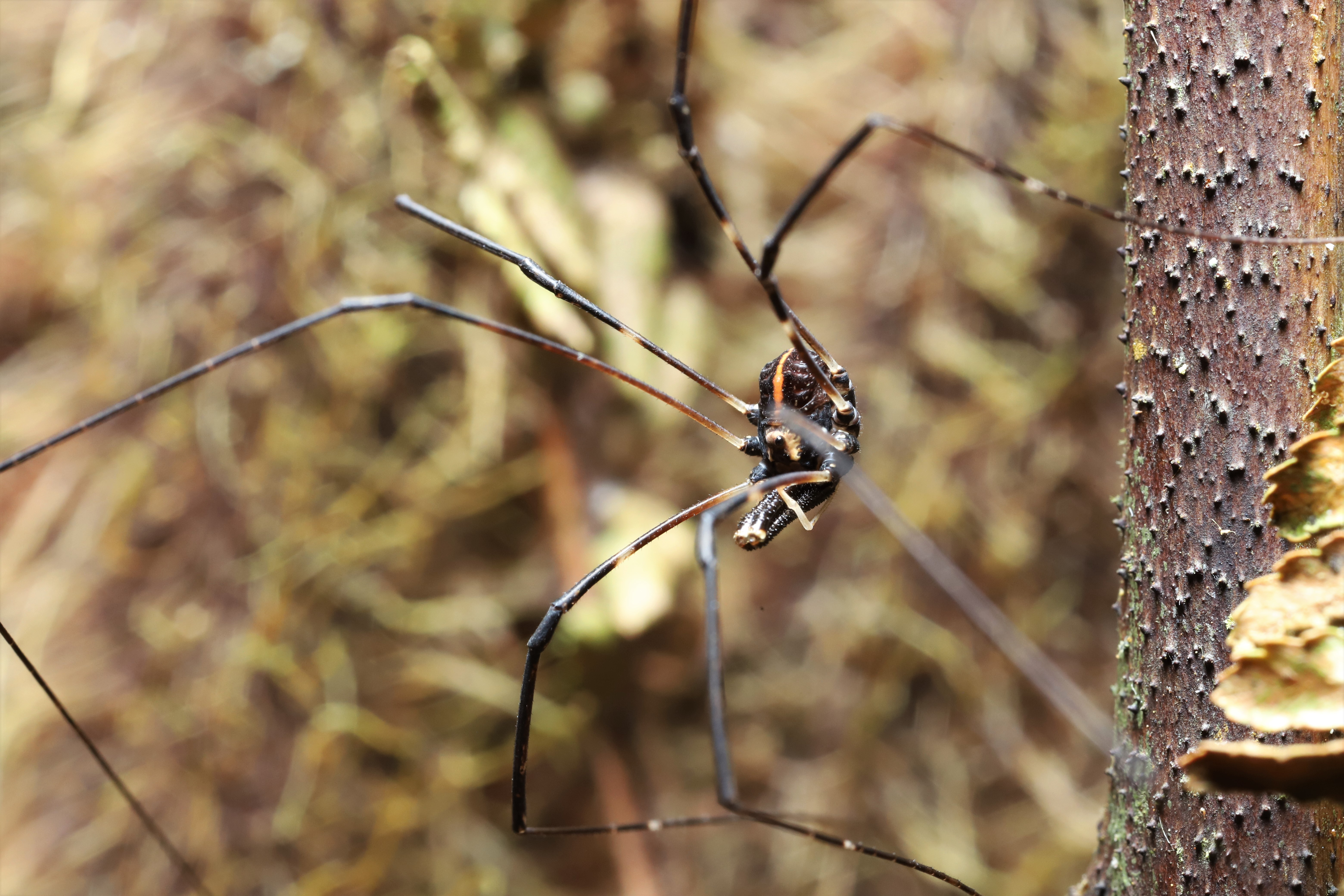
Puwere pureora ♂ gamma, adulte de petite taille avec de petits chélicères.

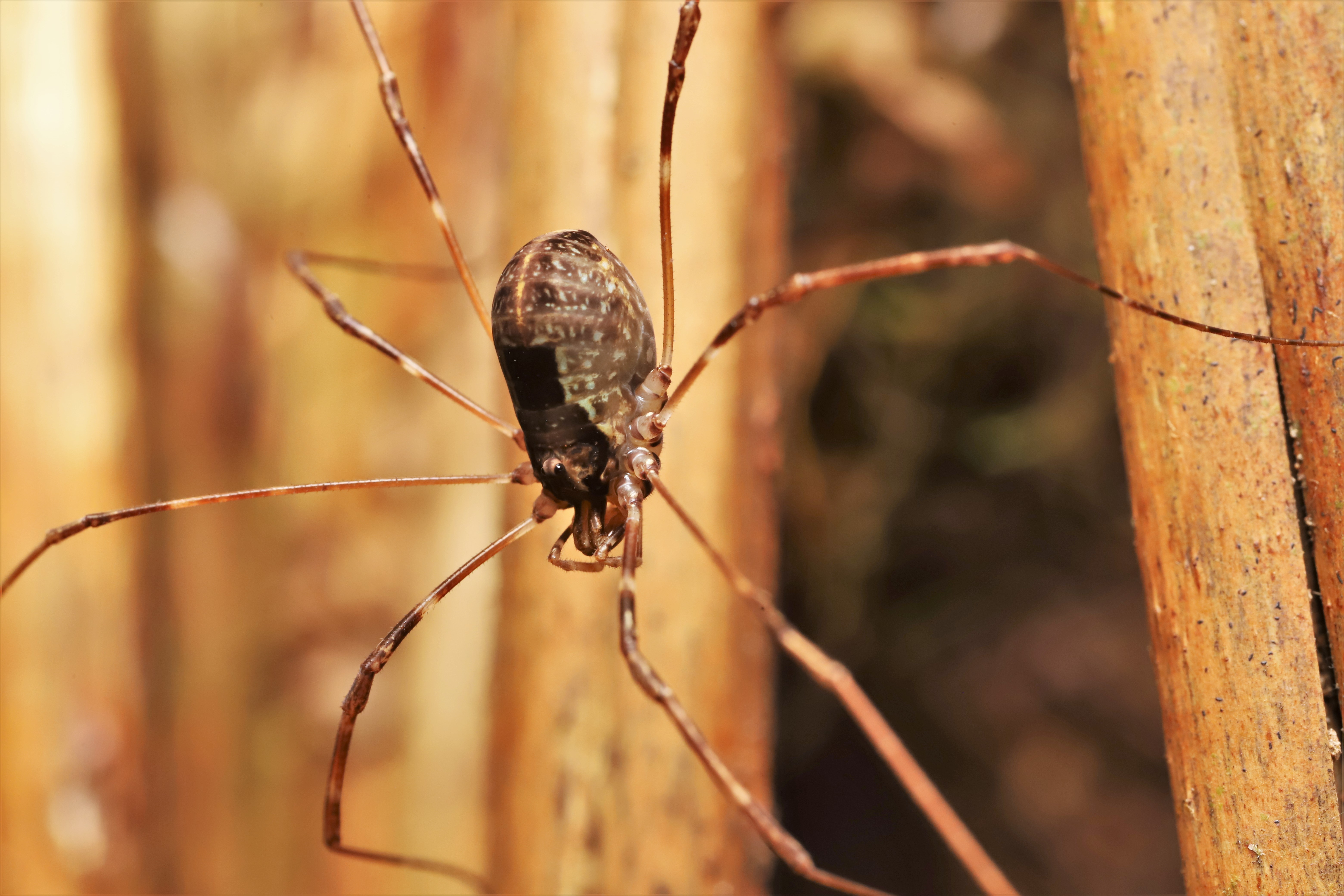
Puwere pureora ♀

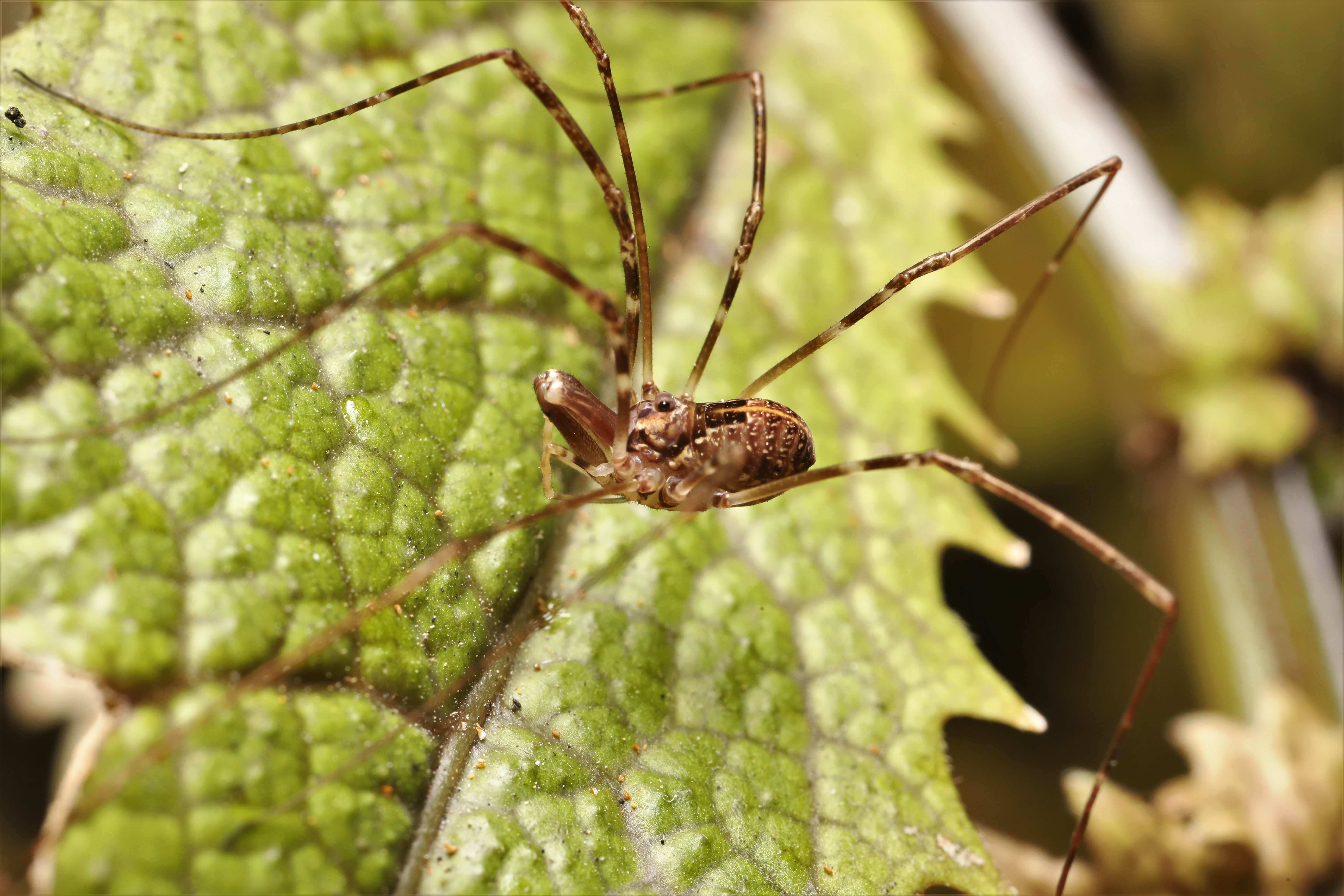
Puwere pureora ♂ subadulte

Cette espèce présente un très fort dimorphisme sexuel, les mâles ont des chélicères élargis utilisés pour combattre d'autres mâles. La pince griffue du chélicère est utilisée pour saisir et immobiliser l'adversaire. Les mâles présentent trois morphes,  alpha, bêta et gamma, qui diffèrent par la taille et la forme des chélicères et la taille du corps.
Les mâles et les femelles diffèrent également par leur couleur (dichromatisme sexuel). Les mâles sont bruns à noirs avec une bande orange tout le long du dos,. Ils ont aussi une marque orange en forme de fer à cheval autour des yeux,. Dans la description originale de l'espèce, ces marques sont décrites à tort comme blanches, les spécimens ayant été décolorés par leur conservation dans l'alcool,. Les marques orange peuvent aller du jaune-orange terne au rouge-orange foncé. Les femelles sont de couleur moins caractéristique, avec un motif tacheté de brun et de noir et des marques jaune-orange clair. Les juvéniles ont la même coloration que les femelles matures.

## Alimentation et prédateurs
Cette espèce est un omnivore généraliste opportuniste. Dans la nature, elle a été observée en train de manger des insectes variés (par ex. wetas, mouches, coléoptères, libellules, chenilles, papillons de nuit adultes, punaises et cafards), des araignées et d'autres invertébrés (p. ex. des amphipodes), capturés vivants ou récupérés morts. Ils sont hautement opportunistes : on en a trouvés posés sous des toiles d'araignées, pour ramasser des morceaux de proies abandonnés qui tombent de la toile.
Les opilions néo-zélandais sont mangés par diverses espèces de vertébrés, notamment des mammifères introduits (opossums, hérissons, rats, hermines), des chauves-souris, des oiseaux, des grenouilles, des tuataras et des poissons (koaros (en)). Ils ont aussi des prédateurs invertébrés tels que les araignées et le cannibalisme est fréquent chez les Neopilionidae. Puwere pureora est une proie attestée d'araignées des genres Uliodon et Cambridgea.

## Systématique et taxinomie
Cette espèce a été décrite sous le protonyme Forsteropsalis pureora par Taylor en 2013. Elle est placée dans le genre Puwere par Taylor en 2025.
Le site ou l'holotype est déposé ayant été omis dans la première publication, une correction a du être publiée.
Ce genre a été décrit par Taylor en 2025 dans les Neopilionidae.

## Étymologie
Son nom d'espèce lui a été donné en référence au lieu de sa découverte, Pureora.

## Publications originales
- Taylor, 2013 : « Further notes on New Zealand Enantiobuninae (Opiliones, Neopilionidae), with the description of a new genus and two new species. » ZooKeys, no 263, p. 59–73 (texte intégral) (en).
- Taylor, 2013 : « Corrigenda: Taylor CK (2013) Further notes on New Zealand Enantiobuninae (Opiliones, Neopilionidae), with the description of a new genus and two new species. ZooKeys 263: 59–73. » ZooKeys, no 273, p. 107 (texte intégral) (en).
- Taylor, 2025 : « Further discussion of relationships within Australasian Neopilionidae (Opiliones: Phalangioidea), with description of two new species and eight new genera. » Zootaxa, no 5631(1), p. 52–82.